# 360 př. n. l.

## Hlavy států
- Perská říše – Artaxerxés II.  (404 – 359 př. n. l.)
- Egypt – Džedhor  (362 – 360 př. n. l.) » Nachthareheb  (360 – 342 př. n. l.)
- Bosporská říše – Leukon  (389 – 349 př. n. l.)
- Kappadokie – Ariamnes  (362 – 350 př. n. l.)
- Bithýnie – Bas  (376 – 326 př. n. l.)
- Sparta – Kleomenés II.  (370 – 309 př. n. l.) a Agésiláos II.  (399 – 360 př. n. l.) » Archidámos III.  (360 – 338 př. n. l.)
- Athény – Nicophemus  (361 – 360 př. n. l.) » Callimides  (360 – 359 př. n. l.)
- Makedonie – Perdikkás III.  (368 – 359 př. n. l.)
- Epirus – Neoptolemus I.  (370 – 357 př. n. l.) a Arybbas  (373 – 343 př. n. l.)
- Odryská Thrácie – Cotys I.  (384 – 359 př. n. l.)
- Římská republika – konzulové Marcus Fabius Ambustus a C. Poetelius Libo Visolus (360 př. n. l.)
- Syrakusy – Dionysius II.  (367 – 357 př. n. l.)
- Kartágo – Mago III.  (375 – 344 př. n. l.)